# Степановка (Белопольский район)
Степановка (укр. Степанівка) — село,
Гуриновский сельский совет,
Белопольский район,
Сумская область,
Украина.
Код КОАТУУ — 5920683010. Население по переписи 2022 года составляло 100 человек .

## Географическое положение
Село Степановка находится на правом берегу реки Павловка,
выше по течению на расстоянии в 4 км расположено село Мелячиха,
ниже по течению на расстоянии в 1 км расположено село Мороча,
на противоположном берегу — село Речки.

## Экономика
- Молочно-товарная ферма.